# Thorner Lebkuchen

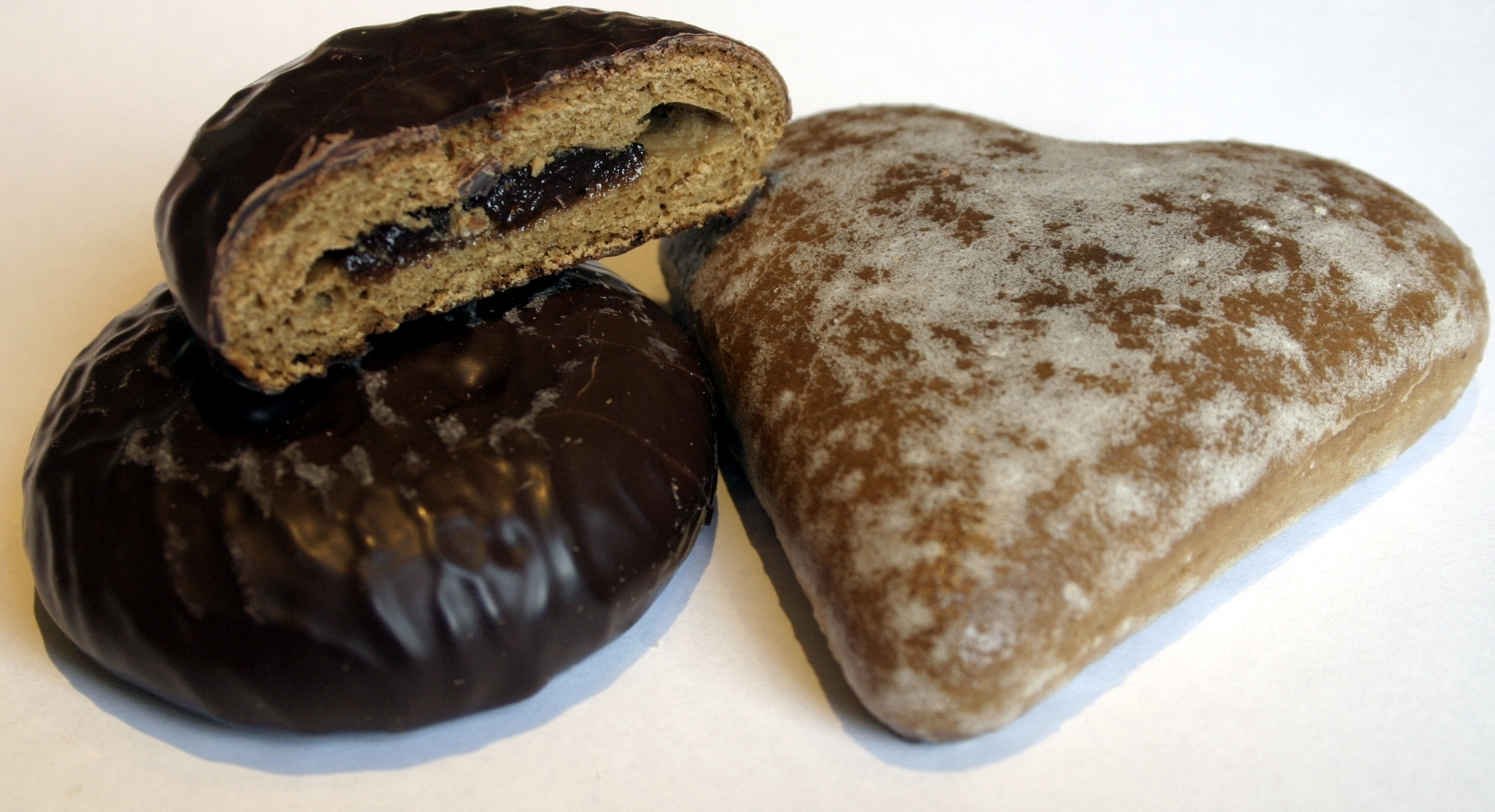
Toruńskie pierniki – Thorner Lebkuchen.

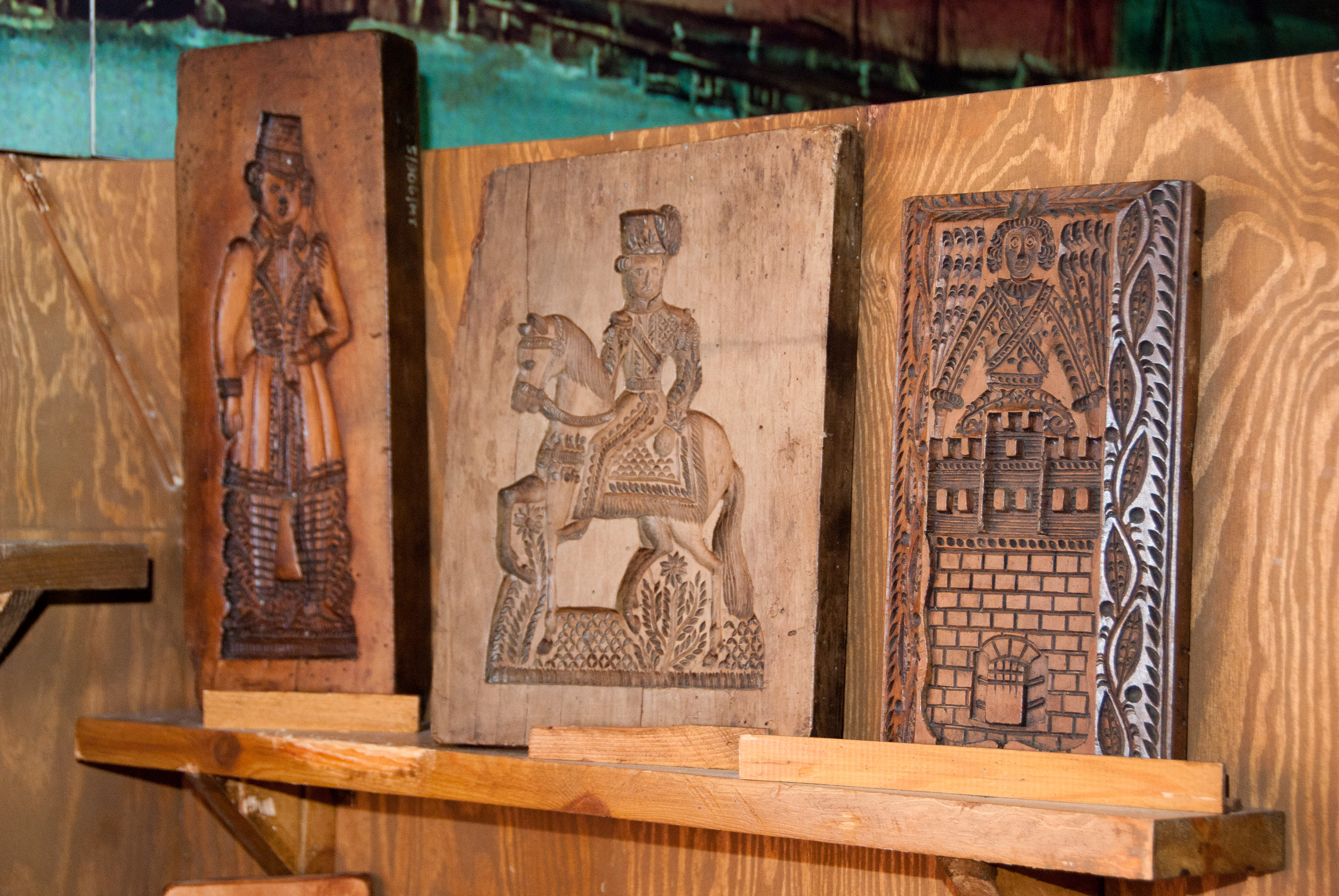
Traditionelle hölzerne Lebkuchenformen

Thorner Lebkuchen oder Thorner Honigkuchen (polnisch Toruńskie pierniki) sind Lebkuchen, die nach ihrer Herkunftsstadt Thorn in Preußen (polnisch Toruń, heute in Polen) benannt sind. Sie blicken auf eine jahrhundertealte Tradition zurück, deren erste Anfänge im 13. Jahrhundert liegen, als Thorn zum Deutschordensstaat gehörte.   
Das Thorner Lebkuchenhandwerk wurde 1380 erstmals erwähnt, bestand aber vermutlich seit dem 13. Jahrhundert. Um 1557 sollen im Nonnenkloster Thorn die Kathrinchen entstanden sein. Traditionell wurde am 25. November, dem Gedenktag der Heiligen Katharina von Alexandria, mit dem Backen begonnen. Im 17. und 18. Jahrhundert waren Figurenlebkuchen in Gestalt der Könige Polens sehr verbreitet. Mit Johann Weese fing 1763 in Thorn ein Betrieb an, der unter Gustav Weese in den ersten Jahren des 20. Jahrhunderts 500 Leute beschäftigte. Die Lebküchler oder Pfefferküchler, wie man die Spezialbäcker nennt, waren in Zunftgilden vereint. Sie hielten ihre speziellen Rezepte geheim und gaben sie nur von Vater zu Sohn weiter. So findet man auch einen Pulsnitzer Bäcker und Küchler namens Tobias Thomas (Pulsnitzer Pfefferkuchen), der um 1745 in Thorn arbeitete. Zusammen mit der G.-Weese-Fabrik war auch ein Hermann Thomas noch im 20. Jahrhundert in Thorn tätig.  
Thorner Lebkuchen gibt es in vielfältigen Formen, die zum Teil anlassbezogen variieren können. Unter den klassischen Varianten sind die folgenden am bekanntesten:
- Thorner Kathrinchen (Katarzynki) – einfache Lebkuchen ohne Füllung, mit oder ohne Schokoladenüberzug. Sehr verbreitet sind sie in einer sechsblättrigen Form, die auf einem Rechteck basiert.

- Thorner Pflastersteine (Pierniki glazurowane) – kleinere runde oder kantige Lebkuchen mit oder ohne Füllung. Charakteristisch ist ihre weiße Zuckerglasur.

- Thorner Figurenlebkuchen (Pierniki figuralne) – aufwändig gestaltete und teils sehr große Gebildbrote, unter anderem in Form von Rats- und Edelherren, Kutschen, Wappen, Mauern und Türmen oder mit aufgeprägten Bildern.

Daneben sind Thorner Lebkuchenherzen sehr beliebt, die oft ein charakteristisches Teiggitter schmückt. 
Die Thorner Lebkuchen gelten weithin als Symbol ihrer Herkunftsstadt, ähnlich den Nürnberger Lebkuchen, den Aachener Printen oder den Basler Läckerli.